# Carl Corazzini
Carl Corazzini (ur. 21 kwietnia 1979 w Framingham, Massachusetts) – profesjonalny hokeista, grający na pozycji prawoskrzydłowego. Obecnie związany z klubem NHL Detroit Red Wings.

## Kariera Zawodnicza
Swoją profesjonalną karierę hokejową Corazzini zaczynał na Boston University, grając w lidze NCAA, po czym 8 sierpnia 2001 roku został podpisany przez Boston Bruins. Na debiut w NHL musiał jednak czekać do sezonu 2003/04. Wcześniej grał w barwach Providence Bruins w AHL oraz Atlantic City Broadwalk Bullies w ECHL. W debiutanckim sezonie w NHL Corazzini zagrał 12 spotkań i zdobył w nich 2 bramki.
Przez dwa kolejne sezony znowu grał tylko w AHL w Providence oraz Hershey Bears. Następnie, 16 lipca 2006 roku podpisał kontrakt z Chicago Blackhawks. Rozegrał tam siedem spotkań w sezonie 2006/07, zdobywając tylko jedną asystę. Sezon później ponownie zmienił barwy klubowe, podpisując 6 lipca umowę z Detroit Red Wings.